# الشواطى الاسفل (قفل شمر)

تعديل مصدري - تعديل

الشواطى الاسفل هي إحدى قرى عزلة الدانعي بمديرية قفل شمر التابعة لمحافظة حجة، بلغ تعداد سكانها 30 نسمة حسب تعداد اليمن لعام 2004.